# 261 (число)
261 (дві́сті шістдеся́т оди́н) — натуральне число між 260 та 262.

## В математиці
- недостатнє число
- число харшад